# So (musikalbum)
So är Peter Gabriels femte studioalbum som soloartist, utgivet den 19 maj 1986.
Albumet toppade den brittiska albumlistan och nådde andraplatsen på Billboard 200. "Sledgehammer" blev en stor hit, med bland annat en förstaplats på Billboard Hot 100.
Albumet finns med i boken 1001 Albums You Must Hear Before You Die och återfinns på plats 187 på Rolling Stones lista The 500 Greatest Albums of All Time.
År 2012 gjordes en dokumentär om inspelningen av albumet i serien Classic Albums.

## Låtlista
Alla låtar är skrivna och komponerade av Peter Gabriel, förutom That Voice Again, av Peter Gabriel och David Rhodes. 
| 1. | Red Rain                            | 5:39 |
| 2. | Sledgehammer                        | 5:12 |
| 3. | Don't Give Up (featuring Kate Bush) | 6:33 |
| 4. | That Voice Again                    | 4:53 |

| 5. | In Your Eyes                         | 5:27 |
| 6. | Mercy Street                         | 6:22 |
| 7. | Big Time                             | 4:28 |
| 8. | We Do What We're Told (Milgram's 37) | 3:22 |